# 岩上和代
岩上 和代（いわかみ かずよ、1962年7月17日 - ）は、元ニッポン放送アナウンサー。

## 来歴
東京都出身。日本大学芸術学部放送学科を卒業後、社会人を経て、1987年4月、ニッポン放送にアナウンサーとして入社。
入社同期は、同じくアナウンサーとしてアミューズから中途採用で入社した寺内壮。鶴光の噂のゴールデンアワーの初代アシスタントで出演していたが、同番組で新アシスタントを決めるオーディションを実施し、1990年4月27日放送分にてアシスタントの座を射止めた田中美和子にその座を譲り、医師と結婚する事を理由に同月末を持って同局を寿退社した。

## 出演番組

### 過去
- 江本孟紀のズバッとど真ん中（アシスタント）
- 泉谷しげるの土曜はまかせろ!!（隔週レギュラー） - 1988年10月15日 - 1989年4月1日
- 鶴光の噂のゴールデンアワー（アシスタント） - 1987年4月 - 1990年4月27日
- ウィークエンド歌謡スペシャル（パーソナリティ） - 1989年4月 - 1990年3月31日